# ЈП Аутопутеви Републике Српске
ЈП Аутопутеви Републике Српске (пун назив: Јавно предузеће „Аутопутеви Републике Српске“ друштво са ограниченом одговорношћу Бања Лука) је јавно предузеће Републике Српске основана 10. новембар 2006. године на седници Владе Републике Српске  са циљем управљања аутопутевима и брзим путевима Републике Српске. ЈП Аутопутеви Републике Српске је почела са радом 1. јуна 2009. године.

## Надлежности
ЈП Аутопутеви Републике Српске је надлежна:
- припремање планова и програма развоја
- поверавање послова изградње, реконструкције, рехабилитације, одржавања и заштите аутопутева и брзих путева, као и извештавање о реализацији планова и програма
- обезбеђење пројектне и друге документације за изградњу, реконструкцију или рехабилитацију аутопутева, брзих путева, путних објеката и објеката за наплату путарина
- обезбеђење финансирања изградње, реконструкције, рехабилитације, одржавања и заштите аутопутева и брзих путева
- одржавање аутопутева, брзих путева и путних објеката
- вођење евиденције аутопутева, брзих путева, путних објеката, саобраћајне сигнализације и опреме пута и катастра путног земљишног појаса
- организовање система наплате путарине на аутопутевима, брзим путевима и путним објектима и наплата путарина
- организација и припрема активности за припрему и додјелу концесија или јавно-приватног партнерства и осигурање стручно-техничког надзора
- предузимање потребних мера и активности на унапређењу безбедности саобраћаја на аутопутевима и брзим путевима
- организовање и спровођење пројеката заштите околине од утицаја саобраћаја на аутопутевима и брзим путевима
- обавештавање јавности о стању проходности аутопутева и брзих путева, ванредним догађајима, као и метеоролошким условима значајним за безбедно одвијање саобраћаја
- предузимање потребних мера за очување и заштиту околине
- праћење саобраћајног оптерећења и саобраћајних токова на аутопутевима и брзим путевима
- давање сагласности за коришћење путног земљишта и обављања пратећих дјелатности на аутопутевима и брзим путевима
- праћење и анализа стања безбедности саобраћаја, предузимање потребних мера и активности на унапређењу безбедности саобраћаја на аутопутевима и брзим путевима
- израда извештаја, елабората, експертиза и сличних материјала за потребе Народне скупштине Републике Српске, Владе и Министарства
- други послови садржани у акту о оснивању и Статуту ЈП Аутопутеви Републике Српске